# Parastasia maluku
Parastasia maluku är en skalbaggsart som beskrevs av Kuijten 1992. Parastasia maluku ingår i släktet Parastasia och familjen Rutelidae. Inga underarter finns listade i Catalogue of Life.